# Gennadij Borisov
Gennadij Vladimirovič Borisov (in russo Генна́дий Влади́мирович Бори́сов?, in ucraino Геннадій Володимирович Борисов?, Hennadij Volodymyrovyč Borisov, angl. Gennadiy Vladimirovich Borisov; Kramators'k, 26 febbraio 1962) è un astronomo amatoriale e ingegnere russo, noto per aver scoperto vari asteroidi e comete, tra le quali la cometa interstellare 2I/Borisov.

## Biografia
Borisov lavora come ingegnere presso la Stazione astronomica crimeana dell'Istituto astronomico Sternberg dell'Università statale di Mosca, dove si occupa della manutenzione dei telescopi della stazione, ma non ha compiti di osservazione. La stazione astronomica è adiacente all'Osservatorio astrofisico della Crimea, a Naučnyj, a 32 km da Simferopoli. Borisov collabora inoltra con la ditta Astronomičeskij Naučnyj Centr JSC, che sviluppa telescopi con Roscosmos.
Nel tempo libero, Borisov si occupa di astronomia a livello amatoriale, conducendo osservazioni dal suo osservatorio personale denominato MARGO (acronimo di Mobile Astronomical Robotics Genon Observatory), situato sempre a Naučnyj e dotato di strumenti di sua costruzione. In particolare, possiede un telescopio riflettore di 0,65 m di diametro, da lui progettato e costruito. 
Il 30 agosto 2019 ha scoperto la cometa 2I/Borisov, come un oggetto diffuso della 18ª magnitudine, visibile in prossimità del piano galattico nella costellazione di Cassiopea, vicino al bordo con la costellazione di Perseo. Tra le numerose orbite compatibili con le prime osservazioni, la cometa avrebbe potuto avvicinarsi notevolmente alla Terra. Borisov diede dunque rapida comunicazione della scoperta. Tuttavia, l'oggetto si è rivelato qualcosa di ben diverso: una cometa interstellare in attraversamento del Sistema solare interno.
In una dichiarazione del 2019, Borisov ha manifestato un certo scetticismo riguardo alle possibilità che la ricerca amatoriale di comete avrà in futuro, rilevando come nel 2016 solo lui abbia scoperto una cometa a livello amatoriale, mentre nel 2013 aveva condiviso tale ruolo con altri sei astrofili. Il numero dei grandi telescopi è cresciuto al punto da non lasciare quasi più nessuna possibilità di nuove scoperte agli astronomi amatoriali.

## Scoperte
Borisov ha scoperto al 17 maggio 2025 quindici comete. Scoperta delle comete in ordine cronologico:
| Denominazione       | Data della scoperta | Coscopritori | Fonti  |
| ------------------- | ------------------- | ------------ | ------ |
| C/2013 N4 (Borisov) | 8 luglio 2013       | -            | [ 5 ]  |
| C/2013 V2 (Borisov) | 6 novembre 2013     | -            | [ 6 ]  |
| C/2014 Q3 Borisov   | 22 agosto 2014      | -            | [ 7 ]  |
| C/2014 R1 Borisov   | 5 settembre 2014    | -            | [ 8 ]  |
| C/2015 D4 Borisov   | 23 febbraio 2015    | -            | [ 9 ]  |
| C/2016 R3 (Borisov) | 11 settembre 2016   | -            | [ 10 ] |
| C/2017 E1 (Borisov) | 1 marzo 2017        | -            | [ 11 ] |
| 2I/Borisov          | 30 agosto 2019      | -            | [ 12 ] |
| C/2019 V1 (Borisov) | 1 novembre 2019     | -            | [ 13 ] |
| C/2020 Q1 Borisov   | 17 agosto 2020      | -            | [ 14 ] |
| C/2021 L3 Borisov   | 8 giugno 2021       | -            | [ 15 ] |
| C/2023 T2 Borisov   | 14 ottobre 2023     | -            | [ 16 ] |
| C/2024 V1 Borisov   | 8 novembre 2024     | -            | [ 17 ] |
| C/2025 B2 Borisov   | 20 gennaio 2025     | -            | [ 18 ] |
| C/2025 J1 Borisov   | 2 maggio 2025       | -            | [ 19 ] |

Borizov ha scoperto inoltre i seguenti asteroidi:
| Denominazione | Data della scoperta | Coscopritori | Fonti  |
| ------------- | ------------------- | ------------ | ------ |
| 2013 TV135    | 8 ottobre 2013      | -            | [ 20 ] |
| 2015 OH       | 16 luglio 2015      | -            | [ 21 ] |
| 2015 RH2      | 6 settembre 2015    | -            | [ 22 ] |
| 2016 FC13     | 29 marzo 2016       | -            | [ 23 ] |
| 2020 BV       | 18 gennaio 2020     | -            | [ 24 ] |
| 2023 BU       | 21 gennaio 2023     | -            | [ 25 ] |

2013 TV135 è un asteroide near-Earth che al momento della scoperta presentava una probabilità non nulla d'impatto con la Terra. Cinque giorni dopo la scoperta, 2023 BU è transitato a circa 3600 km di quota dalla superficie terrestre.

## Riconoscimenti
Ha ricevuto il Premio Edgar Wilson assegnato dal Central Bureau for Astronomical Telegrams dell'Unione Astronomica Internazionale nel 2014, 2015, 2017, 2020, 2021 e 2024 . Per la cometa C/2013 N4 ha ricevuto anche una menzione speciale, per le elevate capacità professionali richieste per la sua scoperta.